# Iiro Kajanto
Iiro Ilkka Kajanto, född 7 juni 1925 i Raumo, död 30 december 1997 i Esbo, var en finländsk klassisk filolog.
Kajanto blev filosofie doktor år 1957. Från 1962 till 1966 var han forskare vid Statens humanistiska kommission och från 1967 till 1991 professor i latin och romersk litteratur vid Helsingfors universitet. Han forskade bland annat om onomastik.

## Publikationer i urval
- The Latin cognomina (1965)
- Supernomina (1966)
- Antiikista Asterixiin (1973)
- Porthan and classical scholarship (1984)
- Christina Heroina (1993)
- Latina, kreikka ja klassinen humanismi Suomessa keskiajalta vuoteen 1828 (2000)